# トモ・チェセン
トモ・チェセン（Tomo Cesen, 1959年11月5日 - ）はユーゴスラビア（現スロベニア）出身の登山家。1989年にジャヌー北壁を単独23時間で直登したと発表し、世界的トップクライマーとなる。

## 登頂に関する論争
チェセンは多くの優れた登頂記録を残しているが、そのいくつかの記録に対して登頂の真偽をめぐる論争が起きている。最も議論を呼んだのは1990年のローツェ南壁単独登攀である。

### ローツェ南壁（1990年4月24日）

#### トモ・チェセンの主張
1990年4月24日、ラインホルト・メスナーら、世界の登山家や登山隊を跳ね返してきたローツェ南壁に初登頂。取り付き地点から山頂までの高度差が3300メートルの大岩壁が8000メートル級の高所に在るという、アルパイン・クライミングの高難度の登攀を、ベースキャンプから単独で往復62時間で成し遂げた、とされている。

#### 登山家たちの疑惑
しかしその余りに超人的な記録や単独でのアルパインスタイルによるライトウェイトクライミング、とりわけソロクライミングによる証言者不在のため、証拠不十分などの理由で、多くの登山家たちから疑惑の目を向けられている。
ウェスタン・クウム氷河問題
登山界では発展途上にあった旧ソ連の登山隊が、1990年10月16日に、旧式の装備で難渋を重ねながらも、極地法によってローツェ南壁を登頂した。また、フランスのクリストフ・プロフィとピエール・ベジャンも、アルパインスタイルによってローツェ南壁を登攀している。そこで問題になったのが、トモ・チェセンの「ローツェの頂きからウェスタン・クウム氷河が見えた」という登頂後の談話である。旧ソ連隊、フランス隊をはじめ、多くのローツェ登頂者から、チェセンの談話に対して疑義が提出された。
グロシェリの写真問題
1993年になって、スロベニアの登山家であるヴィクトル・グロシェリが、『ヴェルティカル』紙にトモ・チェセンが提供した写真に関して、疑義を挟んだ。つまり、ローツェ登頂後に証拠写真として掲載された写真が、実は、1989年のスロベニアのローツェ登山隊の時に、グロシェリ自身が撮影したものであった、ということを主張したのである。これらの写真は、チェセンがグロシェリ夫人から借用したものであり、チェセンは、雑誌編集者が参考写真と登頂写真とを混同したものであると主張した。が、編集者側は否定している。
チェセン批判の急先鋒は、フランスのイヴァン・ギラルディニであり、グロシェリの疑惑が出た後は、当初は擁護していたラインホルト・メスナーも批判する側にまわった。また、ローツェ以後、チェセンはアルパインスタイルによる登山は行なっていない。

## 参考図書
- 『孤独の山 : ローツェ南壁単独登攀への軌跡』近藤等訳（山と渓谷社、1998年） ISBN 4635178110